# Lophocampa teffeana
Lophocampa teffeana là một loài bướm đêm thuộc phân họ Arctiinae, họ Erebidae.